# Raj Reddy
Dabblal Rajagopal «Raj» Reddy (13 de junio de 1937, Katoor, India, cerca de Madrás), es un investigador en inteligencia artificial, robótica e interacción entre personas y ordenadores.
Actualmente es profesor de la Universidad Herber A. Simon de Ciencias de la Computación y de Robótica en la Universidad de Carnegie-Mellon. Entre otros, han sido fundados bajo su iniciación el Instituto de Robótica y el Instituto de Tecnologías de e-comercio. Su actuales investigaciones incluyen el Proyecto de una librería digital de un millón de libros.